# Perissoneura paradoxa
Perissoneura paradoxa là một loài Trichoptera trong họ Odontoceridae. Chúng phân bố ở miền Cổ bắc.